# Ebbesloh
Ebbeslohⓘ ist der nördlichste Stadtteil von Gütersloh in Ostwestfalen-Lippe, welcher 1970 im Rahmen der kommunalen Neugliederung in die heutige Kreisstadt Gütersloh eingemeindet wurde.

## Geografie
Ebbesloh liegt im Osten der Westfälischen Bucht.

### Nachbarorte
Nachbarorte sind Brockhagen im Norden, Holtkamp im Osten, Niehorst im Südwesten und Hollen im Südosten.

## Geschichte
1151 wurde Ebbesloh in einer Urkunde des Paderborner Bischofs Bernhard I. als „Meppedisla“ zum ersten Mal urkundlich erwähnt. Darin bestätigt Bernhard I., dass die Herforder Äbtissin Godesti verschiedene Güter ihrem St. Marienstift auf dem Berge bei Herford übertragen hat – eines dieser Güter ist Ebbesloh. Da das Schriftstück jedoch mehr als 100 Jahre nach dem Tod Godestis verfasst wurde, ist anzunehmen, dass Ebbesloh bereits zwischen 1002 und 1040, der Amtszeit der Äbtissin, und sogar vorher existierte. Im Jahr 1198 bestätigt Papst Innozenz III. dem Kloster Marienfeld dessen Höfe in „Meppeteslo“.
Die Bauerschaft Ebbesloh gehörte bis zur Franzosenzeit zur Vogtei Brackwede im Amt Sparrenberg der Grafschaft Ravensberg und von 1807 bis 1813 zum Kanton Brackwede im Königreich Westphalen. 1816 kam der Ort zum neuen Kreis Bielefeld, in dem er zum Amt Brackwede gehörte. Im Jahr 1969 beschloss der Ebbesloher Gemeinderat den Anschluss an die Stadt Gütersloh und sprach sich damit gegen den möglichen Anschluss an die Stadt Bielefeld aus. Diese Zuordnung trat am 1. Januar 1970 in Kraft. Durch die Gebietsreform von 1973 wurde Ebbesloh Teil des Kreises Gütersloh.
Vier Objekte aus Ebbesloh, zwei Bauernhäuser und zwei Deelentorgestelle, stehen auf der Liste der Baudenkmäler in Gütersloh.

## Religionen
Ebbesloh gehört zum Kirchspiel Isselhorst. Eine eigene Kirche hatte Ebbesloh nie. Von den 105 Einwohnern mit Hauptwohnsitz in Ebbesloh (Stand Dezember 2000) sind 73 oder 69,5 % evangelisch und 22 oder 21,0 % katholisch. 10 oder 9,5 % gehören einer anderen oder keiner Religionsgemeinschaft an.

## Politik

### Wappen
| Wappen von Ebbesloh | Blasonierung: „In silbernem Schild unter rotem Sparren ein schwarzes Pferd im Galopp; im roten Schildfuß ein goldener Adler.“ |
| Wappen von Ebbesloh | Wappenbegründung: Das Pferd steht für die Pferdezucht und das Gestüt Ebbesloh. Der rote Sparren steht für die frühere Zugehörigkeit zur Grafschaft Ravensberg. Der Schildfuß zeigt das Wappen der Grafen von Rietberg, die hier einst einflussreiche Grundherren waren. |

## Wirtschaft und Infrastruktur
Ebbesloh ist geprägt durch Streubesiedlung. Einen Ortskern im klassischen Sinn gibt es nicht. Nach dem Zweiten Weltkrieg entstand jedoch eine kleine Siedlung mit Einfamilienhäusern.
Ebbesloh ist stark landwirtschaftlich geprägt.
Pferdezucht und Reitsport: In Ebbesloh gründete Richard Kaselowsky 1926 das Gestüt Ebbesloh, eines der renommiertesten Vollblut-Gestüte in Deutschland, das später von der Bielefelder Familie von Schubert geführt wurde. Mit Heinrich-Wilhelm Johannsmann stammt der Vize-Europameister im Springreiten (Mannschaft) von 1979 aus Ebbesloh. Dessen Sohn, Alexander Johannsmann, ist mit der deutsch-dänischen Dressurreiterin Nathalie zu Sayn-Wittgenstein-Berleburg verheiratet.

## Vereine und Institutionen
- Verein für Deutsche Schäferhunde (SV) e. V. Ortsgruppe Ebbesloh